# 김정은 (배우)
김정은(金諪恩, 1974년 3월 4일 ~ )은 대한민국의 배우이다.

## 학력
- 중앙대학교 사범대학 부속초등학교 (졸업)
- 서문여자중학교 (졸업)
- 동덕여자고등학교 (졸업)
- 건국대학교 글로컬캠퍼스 공예학과 (재적)
- 건국대학교 예술디자인대학 영화학과 (졸업)
- 한양대학교 대학원 연극영화학과 실기전공 석박사 통합과정 (재학)

## 생애
김정은은 1974년 3월 4일 대한민국 서울특별시 동작구 상도동에서 태어났다. 어렸을 때부터 미술가의 꿈을 꾸었고 건국대학교 공예학과로 진학하였다. 대학 재학 중인 1996년 MBC 25기 공채 탤런트 시험에 합격하면서 배우의 길을 걷기 시작했다.
3년 정도의 단역 생활을 거쳐, 1998년 MBC 드라마 《해바라기》에서 기존의 긴머리를 싹둑 자른 삭발로 화제를 모으며 대중의 주목을 받기 시작했다. 이후, 《행진》, 《당신 때문에》, 《여인천하》, 《아버지와 아들》 등의 드라마에 출연하여 경력을 쌓아갔다.
2002년에 출연한 코미디 영화 《가문의 영광》으로 흥행 배우로 떠올랐고, 극중 이선희의 "나 항상 그대를"을 부르며 사운드트랙에도 참여해 많은 인기를 모았다. 2004년에는 드라마 《파리의 연인》에 출연하였고 이 드라마로 SBS 연기대상의 대상을 받았다. 《나비》, 《불어라 봄바람》, 《내 남자의 로맨스》, 《사랑니》, 《잘 살아보세》, 하계 올림픽 핸드볼 종목을 소재로 큰 화제를 불러모았던 스포츠 영화 《우리 생애 최고의 순간》 등의 다양한 작품을 통해서 좋은 활약을 펼쳤다.
또한 연기자 외에 방송 진행자로서도 많은 활동을 했다. 2000년 KBS 라디오 프로그램 《밤을 잊은 그대에게》 DJ를 맡아 진행하였고, 2001년에는 SBS 《한밤의 TV 연예》의 MC로서 진행을 맡기도 하였으며, 2008년부터 2011년까지는 자신의 이름을 내세운 SBS의 라이브 음악 프로그램 《김정은의 초콜릿》을 진행했다.
배우 활동에 전념하는 동안 장기간 대학교 휴학을 함으로써 이후 미등록 제적되었고, 연기자로서의 전공을 살리기 위해 2009년 건국대학교 영화예술학부에 재입학해 졸업하였다.
한편, 2001년 한국연예제작자협회의 MBC 출연거부 사태 문제에 휘말려 한동안 영화와 SBS 드라마에만 출연해 오다가 《종합병원 2》를 통해 MBC 복귀를 했고 월화 미니시리즈 《울랄라 부부》로 KBS 드라마 나들이를 했다.

## 출연 작품

### 드라마
- 1997년 MBC 월화드라마 《의가형제》 ... 중환자실 간호사 / 순환기내과 외래 간호사 역
- 1997년 MBC 월화드라마 《별은 내 가슴에》 ... 비서 역
- 1997년 MBC 가정의 달 특집 드라마 《딸의 선택》
- 1997년 MBC 수목 특별기획 드라마 《내가 사는 이유》
- 1997년 MBC 주말연속극 《예스터데이》
- 1997년 MBC 6부작 월화드라마 《영웅반란》 ... 영자 역
- 1997년 MBC 월화드라마 《복수혈전》 ... 애리 역
- 1997년 MBC 청춘 일일시트콤 《남자 셋 여자 셋》 ... 송승헌 소개팅녀 김정은 역
- 1998년 MBC 월화드라마 《세상 끝까지》
- 1998년 MBC 단막극 《베스트극장 - 왕과 나》
- 1998년 MBC 단막극 《베스트극장 - 오월의 사랑》
- 1998년 MBC 단막극 《베스트극장 - 그와 함께 타이타닉을 보다》
- 1998년 MBC 6.25 특집 기획드라마 《이방인》
- 1998년 MBC 아침 일일연속극 《사랑을 위하여》 ... 맹 간호사 역
- 1998년 MBC 월화드라마 《추억》
- 1998년 MBC 월화드라마 《내일을 향해 쏴라》
- 1998년 MBC 수목드라마 《해바라기》 ... 전직 산부인과 신생아실 간호사 역 / 신경정신과 환자 문순영 역
- 1999년 MBC 단막극 《베스트극장 - 아빠 애인의 남자친구》 ... 화연 역
- 1999년 MBC 단막극 《베스트극장 - 어디에도 사랑은 있다》
- 1999년 MBC 수목드라마 《눈물이 보일까봐》 ... 강혜경 역
- 1999년 ~ 2000년 MBC 저녁 일일연속극 《날마다 행복해》 ... 오주란 역
- 1999년 ~ 2000년 SBS 청춘 일일시트콤 《행진》 ... 엄정은 역
- 2000년 MBC 저녁 일일연속극 《당신 때문에》 ... 이정우 역
- 2000년 MBC 수목드라마 《이브의 모든 것》 ... 유주희 역
- 2000년 SBS 청춘 일일시트콤 《골뱅이》 ... 게스트 역
- 2000년 MBC 월화 특집드라마 《에어포스》 ... 항공정비 군무원 임세연 역
- 2001년 SBS 월화 특별기획 드라마 《여인천하》 ... 능금 역
- 2001년 SBS 주말극장 《아버지와 아들》 ... 은주 역
- 2004년 SBS 주말드라마 《파리의 연인》 ... 강태영 역
- 2005년 SBS 드라마 스페셜 《루루공주》 ... 고희수 역
- 2006년 ~ 2007년 SBS 드라마 스페셜 《연인》 ... 윤미주 역
- 2008년 SBS 드라마 스페셜 《온에어》 ... 본인 역
- 2008년 MBC 수목드라마 《종합병원 2》 ... 정하윤 역
- 2010년 SBS 월화드라마 《나는 전설이다》 ... 전설희 역
- 2012년 TV조선 월화드라마 《한반도》 ... 림진재 역
- 2012년 KBS2 월화드라마 《울랄라 부부》 ... 나여옥 역
- 2015년 MBC 주말연속극 《여자를 울려》 ... 정덕인 역
- 2017년 OCN 주말드라마 《듀얼》 ... 최조혜 역
- 2020년 MBN 월화드라마 《나의 위험한 아내》 ... 심재경 역
- 2023년 JTBC 토일드라마 《힘쎈여자 강남순》 ... 황금주 역
- 2024년 tvN 월화드라마 《손해 보기 싫어서》 … 황금주 역 (특별출연)
- 2024년 ~ 2025년 채널A 토일드라마 《체크인 한양》 … 부부인 역

### 영화
| 연도   | 제목                      | 역할      | 참고     |
| ------ | ------------------------- | --------- | -------- |
| 2013년 | 《미스터 고》             | 본인 역   | 특별출연 |
| 2010년 | 《식객: 김치전쟁》        | 배장은 역 |          |
| 2007년 | 《우리 생애 최고의 순간》 | 김혜경 역 |          |
| 2006년 | 《잘 살아보세》           | 박현주 역 |          |
| 2005년 | 《사랑니》                | 조인영 역 |          |
| 2004년 | 《내 남자의 로맨스》      | 김현주 역 |          |
| 2003년 | 《불어라 봄바람》         | 화정 역   |          |
| 2003년 | 《나비》                  | 오혜미 역 |          |
| 2002년 | 《가문의 영광》           | 장진경 역 |          |
| 2002년 | 《재밌는 영화》           | 상미 역   |          |
| 1995년 | 《아찌 아빠》             |           |          |

### 광고
| 방송년도              | 기업명                     | 브랜드명(종류)                                       | 공동 출연                      |
| --------------------- | -------------------------- | ---------------------------------------------------- | ------------------------------ |
| 1999년                | KT                         | 원샷018 투넘버서비스 (통신)                          | 차태현                         |
| 2000년                | KT                         | 018 M together (통신)                                | 차태현, 원빈, 김민희           |
| 2000년                | 롯데햄                     | 갈비경단                                             | 서경석                         |
| 2000년, 2003년~2005년 | 동서식품                   | 맥심 커피믹스                                        | 김상경, 박해일, 송재호         |
| 2000년                | 위니아전자                 | 공기방울 세탁기                                      | 전원주                         |
| 2001년                | 위니아전자                 | 콤비냉장고, 콤비냉장고 진품                          |                                |
| 2001년                | 옥시레킷벤키저             | 옥시크린 (세제용품)                                  |                                |
| 2001년~2003년, 2014년 | 비씨카드                   | 비씨카드 (신용카드)                                  |                                |
| 2002년                | 위니아대우                 | 수피아 에어컨 (가전)                                 |                                |
| 2002년                | 남양유업                   | 이오하이 (식품)                                      |                                |
| 2002년                | SK엔무브                   | 지크 XQ (엔진오일)                                   | 김영호                         |
| 2002년                | 웅진닷컴                   | 유니아이 (학습지)                                    |                                |
| 2002년                | 보광휘닉스파크             | 휘닉스파크 하이앤드 (리조트)                         |                                |
| 2002년                | 웅진식품                   | 고칼슘오렌지100 (음료)                               |                                |
| 2002년                | 세정그룹                   | 세정아울렛                                           |                                |
| 2002년                | 애경산업                   | 포인트 (세안용품)                                    |                                |
| 2002년                | 하이트진로                 | 참이슬 (주류)                                        |                                |
| 2003년~2004년         | LG생활건강                 | 세이, 세이 바디클렌저 (바디용품)                     |                                |
| 2003년                | LG생활건강                 | 테크, 드럼세탁기전용 테크 (세제용품)                 |                                |
| 2003년                | 농림부, NH농협, 유가공협회 | 우리우유마시기 캠페인                                |                                |
| 2003년                | 장인가구                   | 장인가구 (가구)                                      |                                |
| 2004년                | 배상면주가                 | 산사춘 (주류)                                        |                                |
| 2004년~2006년         | 청정원                     | 햇살 담은 간장 (식품)                                |                                |
| 2004년~2006년         | 청정원                     | 하이포크팜 (식품)                                    |                                |
| 2004년                | 파스퇴르유업               | 청정원유에 찐한 생과즙 딸기우유 (식품)               |                                |
| 2004년                | 청정원                     | 쿡조이 (식품)                                        | 최민식                         |
| 2004년                | 동서식품                   | 새로운 맥심 (커피)                                   | 안성기, 이정재, 박해일, 이미연 |
| 2004년                | KT                         | KT전화 통화연결음 링고, KT전화 더블프리요금제 (통신) |                                |
| 2004년~2006년         | 코웨이                     | 웅진코웨이 (정수기)                                  |                                |
| 2005년                | 이수건설                   | 브라운스톤 (아파트)                                  |                                |
| 2005년                | 청정원                     | 참작 (식품)                                          |                                |
| 2005년                | NH농협                     | 기업광고                                             |                                |
| 2005년                | NH농협                     | 농협생명 농협화재 (보험)                             |                                |
| 2005년                | 동서식품                   | 맥심 아이스커피 (커피)                               | 안성기, 박해일                 |
| 2005년                | 대상웰라이프               | 대상 클로렐라 (건강식품)                             |                                |
| 2005년~2009년         | 피죤                       | 액츠, 액츠 파워젤 (섬유유연제), 물절약 캠페인        |                                |
| 2006년                | 청정원                     | 마시는 홍초 (건강음료)                               |                                |
| 2006년~2007년         | 하나로텔레콤               | 하나TV (통신)                                        |                                |
| 2006년~2011년         | 지센                       | 지센 (여성의류)                                      |                                |
| 2007년~2008년         | 일동제약                   | 나트라케어 (여성용품)                                |                                |
| 2008년                | 국세청                     | 현금영수증 캠페인                                    |                                |
| 2008년~2009년         | 한경희생활과학             | 한경희 애플, 한경희 아기사랑 아토스팀, 클리즈 (가전) |                                |
| 2009년                | 현대그룹                   | 기업광고                                             |                                |
| 2009년                | 대성그룹                   | S라인콘덴싱                                          |                                |
| 2010년                | SK그룹                     | 핸드볼 국가대표팀 후원광고                           | 임오경 감독                    |
| 2010년                | 어린이재단                 | 초록우산 캠페인                                      |                                |

### 다큐멘터리 내레이션
- 2008년 KBS1 수요기획 《금메달을 향해 뛰어라: 대륙의 올림픽 꿈나무들》
- 2010년 MBC 스페셜 《도시의 개》
- 2013년 SBS 스페셜 《기적을 만든 아이들 : 꿈의 오케스트라》
- 2016년 KBS1 《평창동계올림픽 D-500 특집 다큐 : 그녀들의 뜨거운 여름》

### 방송 게스트 출연
- 1999년 KBS2 《TV는 사랑을 싣고》
- 1999년 KBS1 《체험 삶의 현장》
- 1999년 KBS2 《한국이 보인다》
- 1999년 MBC 《일요일 일요일 밤에 - 도전 스타가 한다》
- 1999년 MBC 《퀴즈가 좋다 - 연말특집 올스타자선쇼》
- 1999년 SBS 《머리가 좋아지는 TV》
- 1999년 SBS 《SBS 창사9주년 사랑의 해피 트레인 1부》
- 1999년 KBS2 《서세원쇼 - 아름다운 밤》
- 2000년 SBS 《두남자쇼 - 지금은 휴가중》
- 2003년 KBS2 《해피투게더 - 쟁반노래방》
- 2003년, 2006년 SBS 《야심만만 만명에게 물었습니다》
- 2004년 SBS 《실제상황! 토요일 - 리얼로망스 연애편지》
- 2006년 SBS 《헤이헤이헤이 시즌2》
- 2007년 KBS2 《상상플러스 - 올드앤뉴》
- 2007년 MBC드라마넷 《최화정, 이영자, 김원희의 삼색女 토크쇼 블루 레드 화이트》
- 2007년, 2008년, 2009년 MBC 《유재석, 김원희의 놀러와》
- 2012년 KBS2 《해피투게더 시즌3》
- 2016년 JTBC 《투유 프로젝트 - 슈가맨》
- 2016년 JTBC 《비정상회담》
- 2017년 SBS 《내방안내서》
- 2017년 SBS 《미운 우리 새끼》
- 2019년 MBC 《놀면뭐하니》
- 2020년 SBS 《미운 우리 새끼》
- 2021년 SBS 《맛남의 광장》
- 2022년 iHQ 《내 이름은 캐디》
- 2022년 tvN 《이번주도 잘 부탁해》
- 2024년 SBS 《미운 우리 새끼》

## 방송 진행

### 텔레비전 진행
- 2000~2001년 SBS 《기분좋은 밤》
- 2000년 KMTV 《쇼 뮤직탱크》
- 2001년 SBS 《한밤의 TV 연예》
- 2001년, 2003년 《SBS 가요대전》
- 2002년 《MBC 영화상 시상식》
- 2002년, 2004년 《Mnet KM 뮤직비디오 페스티벌》
- 2008년 《제13회 부산국제영화제 개막식》
- 2008년 ~ 2010년 SBS 《김정은의 초콜릿》
- 2010년 SBS 《제47회 대종상 영화제》
- 2010년 《제6회 제천국제음악영화제 개막식》
- 2011년 SBS 《기적의 오디션》 - 심사위원
- 2012년 KBS2 《제49회 대종상 영화제》
- 2014년 SBS 《열창클럽 썸씽》
- 2015년 MBC 《제10회 서울 국제 드라마 어워즈》
- 2015년 MBC 《창사 54주년 특집 - MBC와 좋은 친구들》
- 2017년 KBS 《제12회 서울 국제 드라마 어워즈》
- 2022년 MBC 《호적메이트》
- 2022년 티빙 《A LIVE》
- 2023년 SBS 《미운우리새끼》
- 2024년 CBS 《새상을 바꾸는 시간 15분》

### 라디오 진행
- 2000년 KBS 제2라디오 《밤을 잊은 그대에게》 - DJ

## 기타 경력
- 1996년 MBC 25기 공채 탤런트
- 2007년 핸드볼 홍보대사
- 2008년 충무로국제영화제 운영부위원장
- 2008년 국세청 명예홍보위원
- 2009년 광주김치문화축제 홍보대사
- 2009년 한국핸드볼발전재단 홍보대사
- 2009년 그린경영임원 홍보대사
- 2010년 제9회 전국평생학습축제 홍보대사
- 2010년 건국대학교 홍보대사
- 2011년 현금영수증 명예홍보위원
- 2011년 제10회 미쟝센단편영화제 코미디희극지왕부문 명예심사위원
- 2021년 대한사회복지회 홍보대사

## 수상 내역
- 1999년 MBC 연기대상 신인상
- 2000년 SBS 연기대상 시트콤부문 연기상
- 2001년 제2의 애견문화인의상
- 2002년 제23회 청룡영화상 인기스타상
- 2003년 제39회 백상예술대상 영화부문 인기상
- 2004년 제25회 청룡영화상 인기스타상
- 2004년 SBS 연기대상 대상(공동수상-박신양), 10대스타상
- 2004년 제5회 대한민국영상대전 탤런트부문 포토제닉상
- 2004년 그리메상 최우수여자연기상
- 2004년 2004 한국광고주대회 광고주의 밤 시상식 광고주가 뽑은 좋은 모델상
- 2004년 2004 동아TV 패션뷰티상 올해의 베스트드레서상
- 2004년 2004 코리아 패션월드 어워드 올해의 베스트드레서상
- 2004년 모델라인 베스트 드레서 백조상 영화배우 부문
- 2004년 한불상공회의소 한불우정상
- 2005년 제41회 백상예술대상 TV부문 여자 최우수연기상
- 2005년 제32회 한국방송대상 탤런트부문 올해의 연기자상
- 2005년 싱가포르 아시안 TV상 최우수드라마 여자연기상
- 2006년 기부문화 혁신포럼 행정자치부 장관 표창
- 2006년 SBS 연기대상 10대스타상, 프로듀서상
- 2008년 제44회 백상예술대상 영화부문 여자 인기상
- 2008년 제42회 납세자의 날 국무총리 표창
- 2009년 SBS 연예대상 프로듀서 베스트 MC상
- 2010년 제3회 스타일 아이콘 어워즈 TV스타 부문
- 2010년 SBS 연기대상 특별기획부문 여자 최우수연기상
- 2015년 MBC 연기대상 연속극부문 여자 최우수연기상

## 참고 사항
- SBS <최수종쇼> 보조 MC 물망에 올랐지만 고사하였다.[10][11]
- 월화 미니시리즈 《그녀는 짱》(당시 제목은 '장미도둑') 여주인공[12] 물망에 한때 거론됐으나 고사하였다.